# Notoficula
Notoficula là một chi ốc biển, là động vật thân mềm chân bụng sống ở biển trong họ Buccinidae.

## Các loài
Các loài trong chi Notoficula gồm có:
- Notoficula bouveti (Thiele, 1912)[2]
- Notoficula signeyensis Oliver, 1983[3]